# رونالد نغاه
رونالد نغاه وانجا (مواليد 12 سبتمبر 1991) هو لاعب كرة قدم كاميروني يلعب في نادي الطلبة.

## مسيرة اللاعب
لعب سابقاً في نجالا كوان ونادي القطن ونادي الجهراء ونادي القادسية ونادي سموحة ونادي المجزل ونادي السلط ونادي الخور ونادي هجر والفيصلي الأردني ونادي الطلبة.

## وصلات خارجية
- رونالد نغاه على موقع قاعدة بيانات كرة القدم.إي يو (الإنجليزية)
- رونالد نغاه على موقع ناشيونال فوتبول تيمز (الإنجليزية)
- رونالد نغاه على موقع Soccerway.com (الإنجليزية)
- رونالد نغاه على موقع عالم كرة القدم.نت (الإنجليزية)
- رونالد نغاه
- رونالد نغاه